# کاخ پناهعلی‌خان
کاخ پناه علی‌خان (ترکی آذربایجانی: Pənahəli xanın sarayı) یک بنای تاریخی در شهر آغدام است که محل سکونت و حکومت پناه علی‌خان جوانشیر بوده است. در نزدیکی این کاخ آرامستان خاندان جوانشیر قرار دارد.
نام شهر آغدام برگرفته از گنبد این عمارت است.
به دستور کابینه وزیران جمهوری آذربایجان به تاریخ ۲ اوت ۲۰۰۱، این کاخ به عنوان یک بنای معماری با اهمیت محلی (شماره ۴۰۲۶) تحت حفاظت دولت قرار گرفته است.

## ویژگی‌ها

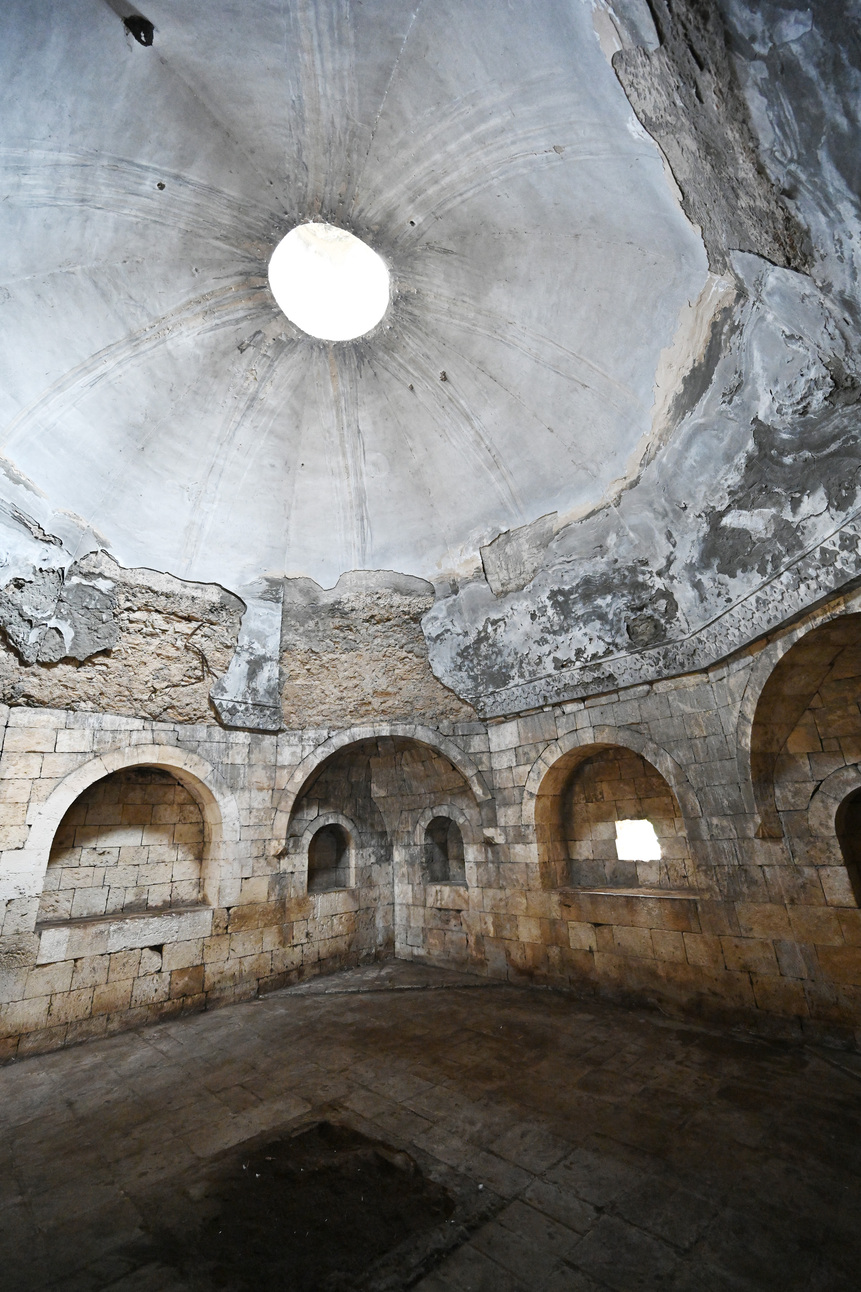
نمایی از گنبد

این عمارت دور از کاخ‌های تشریفاتی است و خانه سکونت فرمانروایی فئودالی است که هنوز در راه بلندی بود.
خانه پناه علی‌خان شامل دو ساختمان عمود بر هم بود. ساختمان اصلی دارای چندین اتاق طاقدار است که در پیرامون یک تالار گنبدی مرکزی با یک ایوان در جلوی آن  رو به جنوب قرار گرفته‌اند.
ایوان بنای تاریخی با طاقداری سه دهانه تعیین شده است. طاق‌های نوک تیز بر روی ستون‌هایی از سنگ یکپارچه قرار داشتند. به طور کلی، ایوان ظاهر یک رواق  ورودی مرکزی به ساختمان را داشت.
تالار اصلی با گنبدی هشت ضلعی بر روی ترومپ‌ها با دهانه کوچکی به شکل فانوس در بالای آن پوشیده شده بود. در چنین سازه‌ای می‌توان ارتباط با ساختمان مسکونی از نوع «کارادام» با سوراخی در مرکز سقف برای خروج دود مشاهده کرد.
کاخ پناه علی‌خان به عنوان یک نمونه مسکونی جالب توجه است که دارای ویژگی هایی است که آن را با انواع خانه های موجود در آذربایجان مرتبط می کند.  عناصر این پیوند عبارتند از تالار گنبدی شکل با ایوان، اتاق های طاقدار، وجود طاقچه های متعدد، جهت‌گیری ساختمان های اصلی مسکونی به سمت جنوب و.... این کاخ با چیدمان محیطی و تک ردیفی بودن محوطه از نظر معماری با ساختمان‌های مسکونی اردوباد و آب‌شوران مرتبط است.
نویسندگان نخستین انتشار جزئیات این بنا، بنای فرعی را مسجد دانسته‌اند، اما معمار و منتقد هنری عبدالوهاب سلام زاده با این موضوع موافق نیست.